# Soitsjärv
Soitsjärv (est. Soitsjärv) – jezioro w gminie Tartu w prowincji Tartu w Estonii. Położone jest na południe od miejscowości Saadjärve. Ma powierzchnię 158,2 hektara, linię brzegową o długości 10755 m, długość 4090 m i szerokość 960 m. Sąsiaduje z jeziorem Saadjärv, które położone jest około kilometra na południe oraz jeziorem Elistvere położonym na północy od niego.